# Àcid nonadecanoic
L'àcid nonadecanoic (anomenat també, de forma no sistemàtica, àcid nonadecílic) és un àcid carboxílic de cadena lineal amb denou àtoms de carboni, la qual fórmula molecular és {\displaystyle {\ce {C19H38O2}}}. En bioquímica és considerat un àcid gras, i se simbolitza per C19:0
A temperatura ambient és un sòlid cristal·lí que fon a 69,4 °C. Com la resta d'àcids grassos presenta polimorfisme, en el cas d'àcids de nombre senar de carbonis s'anomenen A', B', C' i D'. La seva estructura cristal·lina B' és triclínica, pertany al grup espacial P1, la seva cel·la unitat té les arestes de longituds: a = 5,553 Å, b = 7,987 Å i c = 44,612 Å; i angles α = 92.10°, β = 93,05° i γ = 99.64°. El seu volum és de 1945,8 Å3 i conté dues molècules disposades paral·lelament, quedant l'estructura en ziga-zaga dels carbonis perpendicular a aquest pla. Es formen enllaços d'hidrogen entre els carboxils de molècules de cel·les adjacents disposades de forma invertida. La seva densitat és 0,8771 g/cm³ i té un índex de refracció d'1,4512 a 25 °C. És soluble en acetona, etanol calent, dietilèter i èter de petroli.
Probablement, deriva de fonts bacterianes o vegetals. Se n'ha trobat en greixos de bens i olis vegetals. També és utilitzat per certs insectes com una feromona.